# Žlábek (Tatobity)
Žlábek je vesnice, část obce Tatobity v okrese Semily. Nachází se asi 1,5 kilometru východně od Tatobit. Prochází zde silnice II/283.
Žlábek je také název katastrálního území o rozloze 2,85 km².

## Historie
První písemná zmínka o vesnici pochází z roku 1510.

## Fotogalerie

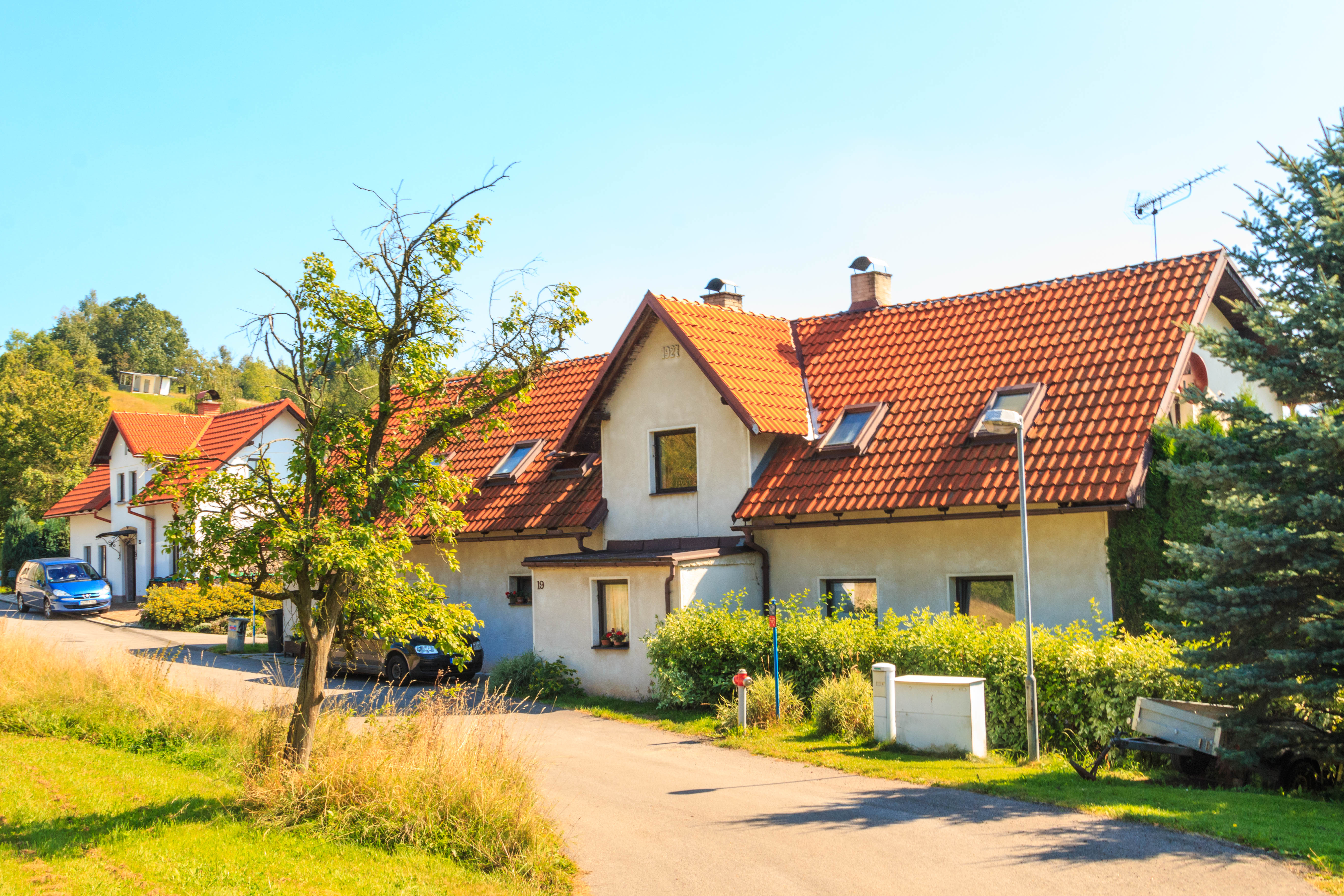
Dům čp. 19
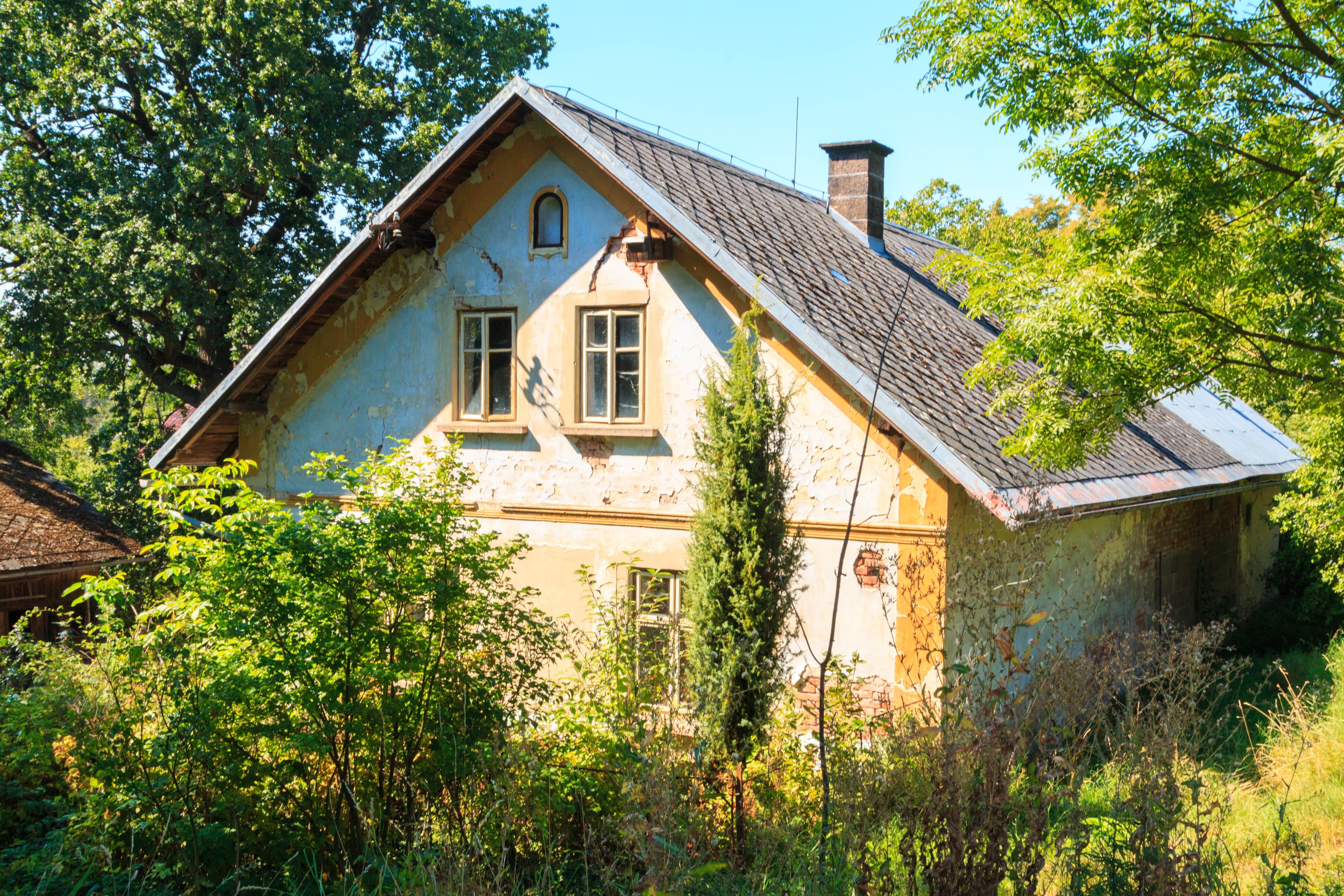
Dům čp. 2
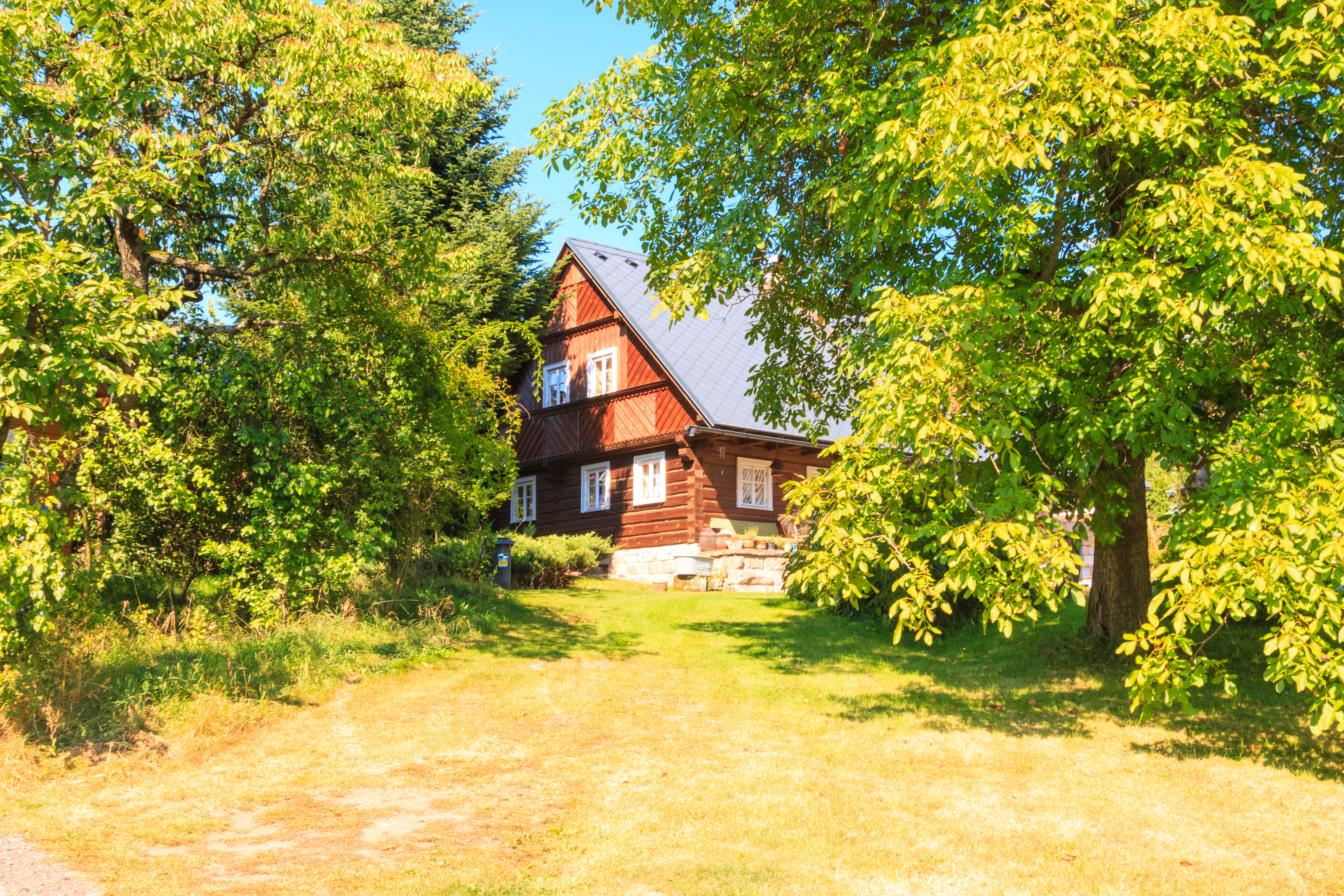
Dům čp. 6
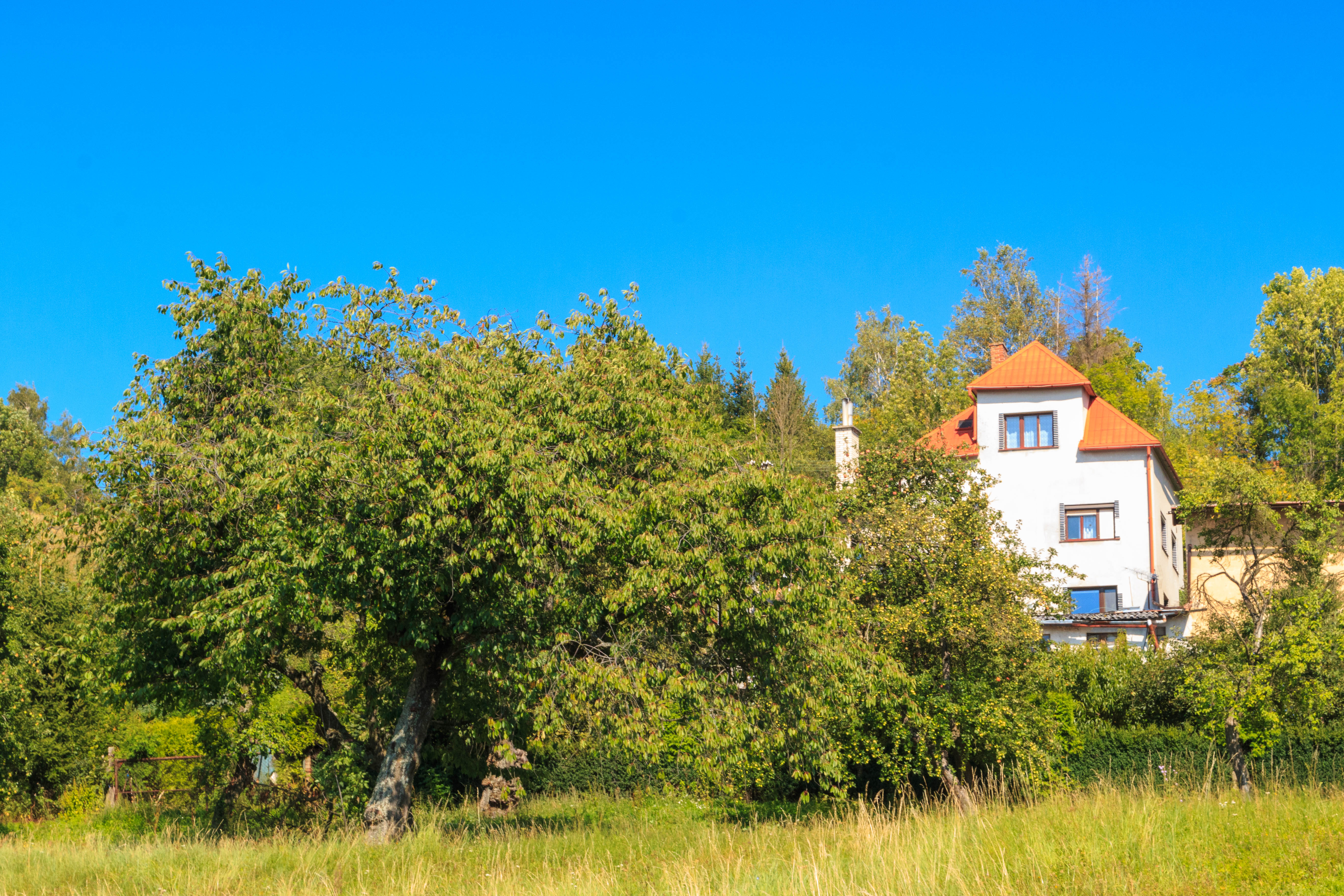
Žlábek u Tatobit